# Quezon
Quezon là một tỉnh của Philippines thuộc vùng CALABARZON ở Luzon. Tên tỉnh được đặt theo tên của Manuel L. Quezon, tống thống thứ hai của Philippines, tỉnh lị là thành phố Lucena. Không nên nhầm lẫn tỉnh với thành phố Quezon, thành phố này không nằm trong tỉnh mà thuộc về Vùng thủ đô Manila và thậm chí cũng không giáp với tỉnh.
Quezon giáp với Aurora về phía bắc, Bulacan, Rizal, Laguna và Batangas ở phía tây và 2 tỉnh Camarines về phía đông. Quezon nằm ở một eo đất chia tách bán đảo Bicol khỏi phần chính của đảo Luzon. Tỉnh cũng quản lý quần đảo Polillo ở Biển Philiipines
Sức lôi cuốn du lịch của tỉnh đến từ Núi lửa Banahaw trứ danh cao tới 2.188 m. Ngọn núi được bao quanh bởi những điều thần thánh huyền bí. Nhiều tổ chức tín ngưỡng và tôn giáo ở trên ngọn núi và một số giáo dân Thiên Chúa đi thăm ngọn núi vào Tuần thánh trước lễ Phục Sinh.

## Lịch sử
Quezon vốn bao gồm cả các tỉnh Batangas, Laguna, Nueva Ecijia ngày nay. Khu vực bị người Tây Ban Nha thực dân hóa vào năm 1571-1572. Vào năm 1591, tỉnh được thành lập và được gọi là "Kaliraya" hay "Kalilayan", sau đó đô thị tỉnh lị được gọi là Unisan. Vào khoảng thế kỷ 18, tỉnh lị chuyển về thị trấn Tayabas và tỉnh cũng chuyển sang tên này.
Người Mỹ sau đó đến và xâm chiếm Philippines. Một chính phủ dân sự được thiết lập tại tỉnh vào ngày 2 tháng 3, 1901 với Lucena là thủ phủ. Sau Chiến tranh Thế giới thứ 2, năm 1946, tỉnh Tayabas đổi tên thành Quezon theo tên vị tổng thống thứ hai của đất nước. Năm 1951, phần phía bắc của Quezon thiết lập phó tỉnh Aurora (gồm cả Baler). Aurora là tên của vợ Tổng thống Quezon. Năm 1979, Aurora hoàn toàn tách khỏi Quezon và trở thành một tỉnh riêng.

## Địa lý
Quezon ở phía đông của Metro Manila, là tỉnh lớn thứ sáu của Philippines với diện tích lên tới 8.706,6 km². Phần phía bắc của tỉnh xen giữa dãy núi Sierra Madre và Biển Philippines. Phần phía nam gồm có eo đất Tayabas, eo đất tách bán đảo Bicol khỏi đảo chính Luzon và bán đảo Bondoc giữa vịnh Tayabas và vịnh Ragay

## Nhân khẩu
Cư dân trong tỉnh chủ yếu là người Tagalog và tập trung ở vùng đồng bằng phía nam. Sau Chiến tranh Thế giới thứ 2, khu vực Infanta tiếp nhận những người nhập cứ từ Manila, Laguna và Batangas. Người dân từ Marinduque đến phần phía nam của eo đất Tayabas và bán đảo Bondoc và người nhập cư từ Bicol cũng đi đến một số đo thị trong tỉnh.

## Kinh tế
Ngành kinh tes chủ đạo của Quezon là sản xuất dầu đừa và cùi dừa khô. Một phần lớn đất đai trong tỉnh là dành cho các đồn điền trồng dừa. Các nông sản khác là lúa gạo, ngô, chuối và cà phê. Ngư nghiệp cũng chiếm tỷ trọng lớn trong kinh tế tỉnh.

## Hành chính
Ngoài thành phố tỉnh lị, Quezon có 39 đô thị tự trị:
| Thành phố/Đô thị tự trị | Số Barangay | Diện tích (km²) | Dân số (2007) | Mật độ dân số (trên km²) |
| ----------------------- | ----------- | --------------- | ------------- | ------------------------ |
| Agdangan                | 12          | 34,8            | 11.164        | 321                      |
| Alabat                  | 19          | 91,5            | 14.789        | 161                      |
| Atimonan                | 42          | 160,30          | 59.157        | 369                      |
| Buenavista              | 37          | 147,5           | 24.798        | 168                      |
| Burdeos                 | 14          | 84,5            | 23.568        | 279                      |
| Calauag                 | 90          | 423,18          | 69.475        | 176                      |
| Candelaria              | 25          | 175             | 105,997       | 606                      |
| Catanauan               | 46          | 175,0           | 65.705        | 375                      |
| Dolores                 | 16          | 95,28           | 26.312        | 276                      |
| General Luna            | 27          | 137,2           | 23.379        | 170                      |
| General Nakar           | 19          | 1.300,0         | 24.895        | 19                       |
| Guinayangan             | 54          | 144,6           | 39.074        | 270                      |
| Gumaca                  | 59          | 214,7           | 63.778        | 297                      |
| Infanta                 | 36          | 130,1           | 60.346        | 464                      |
| Jomalig                 | 5           | 51,7            | 6.111         | 118                      |
| Lopez                   | 95          | 390,6           | 86.660        | 222                      |
| Lucena City             | 33          | 80,21           | 236.390       | 2947                     |
| Lucban                  | 32          | 68,8            | 45.616        | 663                      |
| Macalelon               | 30          | 93,6            | 25.986        | 278                      |
| Mauban                  | 40          | 410,0           | 55.866        | 136                      |
| Mulanay                 | 28          | 305,0           | 48.538        | 159                      |
| Padre Burgos            | 22          | 68,6            | 19.877        | 290                      |
| Pagbilao                | 27          | 168,5           | 62.561        | 371                      |
| Panukulan               | 12          | 244,3           | 11.968        | 49                       |
| Patnanungan             | 6           | 88,7            | 12.825        | 145                      |
| Perez                   | 14          | 58,6            | 11.022        | 188                      |
| Pitogo                  | 39          | 89,9            | 21.095        | 93                       |
| Plaridel                | 9           | 33,05           | 10.069        | 305                      |
| Polillo                 | 20          | 286,50          | 27.912        | 97                       |
| Quezon                  | 24          | 54,0            | 15.011        | 278                      |
| Real                    | 17          | 557,0           | 33.073        | 59                       |
| Sampaloc                | 14          | 104,08          | 13.534        | 130                      |
| San Andres              | 7           | 197,4           | 29.216        | 148                      |
| San Antonio             | 20          | 54,0            | 30.023        | 556                      |
| San Francisco (Aurora)  | 16          | 458,0           | 53.286        | 116                      |
| San Narciso             | 24          | 201.9           | 39,828        | 197                      |
| Sariaya                 | 43          | 239.8           | 128,248       | 535                      |
| Tagkawayan              | 45          | 641,0           | 46.878        | 73                       |
| Tayabas City            | 66          | 310,8           | 87.252        | 281                      |
| Tiaong                  | 31          | 105,87          | 87.707        | 828                      |
| Unisan                  | 36          | 91,2            | 23.911        | 262                      |
| Total                   |             |                 | 1.882.900     |                          |